# Joachim Heer
Joachim Heer (Glarona, 25 de setembro de 1825 - Berna, 1 de março de 1879) foi um político da Suíça.Ele foi eleito para o Conselho Federal suíço em 10 de dezembro de 1875 e terminou o mandato a 31 de dezembro de 1878. Presidente da Confederação suíça em 1877.

## Biografia

### Estudos e política cantonal
Ele veio de uma respeitada família de conselheiros de Glarus. Seu pai, Cosmus Heer, era Landammann do cantão de Glarus, assim como seu bisavô de mesmo nome. O avô Joachim Heer e o tio-avô Niklaus Heer ocuparam sucessivamente o cargo de governador do cantão de Linth durante o período helvético. Joachim Heer se formou no ensino médio em Zurique, depois estudou direito na Universidade de Zurique, na Universidade Ruprecht-Karls em Heidelberg e na Universidade Friedrich-Wilhelms em Berlim. Em 1846 completou seus estudos com um doutorado. Inicialmente, ele trabalhou como juiz no tribunal civil. Embora tivesse reservas sobre a dissolução da Sonderbund pela força, ele participou da Guerra Sonderbund do lado suíço em novembro de 1847. Em 1850 ele se casou com Anna Katharina Iselin, filha de um capitão.
Heer rapidamente subiu a carreira em seu cantão natal. Depois de ser eleito para o conselho escolar cantonal (1848) e para a comissão profissional (1851), foi governador provincial a partir de 1852. Em 1853, ele fez campanha pela construção de uma linha férrea através do vale, que foi inaugurada seis anos depois pela United Swiss Railways. Em 1857 foi eleito Landammann. Ele ocupou esse cargo, que corresponde ao presidente do governo cantonal, por 18 anos. Este período viu a reconstrução da principal cidade de Glarus após o desastre do incêndio de 1861 e a implementação da lei fabril mais progressista da Suíça.

### Política federal
Nas eleições parlamentares de 28 de outubro de 1857, poucos meses após sua eleição como Landammann, Heer também conseguiu entrar no Conselho Nacional. Em 1863 e 1869/70 atuou como Presidente do Conselho Nacional. Em 1863 presidiu a comissão responsável pela correção das águas do Jura e em 1864 chefiou uma delegação comercial à França. Em 1867 e 1868 foi enviado temporariamente à Confederação da Alemanha do Norte em Berlim. Heer foi considerado um excelente mediador e, portanto, recebeu votos individuais na eleição do Conselho Federal já em 1863. Em 1866, ele recebeu dois votos a mais do que o titular Wilhelm Matthias Naeff, mas não aceitou a eleição.
Em março de 1871, Heer serviu como comissário como parte da intervenção federal após o motim de Tonhalle em Zurique. Em 10 de dezembro de 1875, quatro conselheiros federais tiveram que ser substituídos. Heer foi derrotado na eleição do quarto membro por Louis Ruchonnet, que mais tarde recusou e foi substituído por Numa Droz. Na eleição do quinto membro, Heer prevaleceu no primeiro turno com 91 dos 170 votos expressos; Fridolin Anderwert recebeu 64 votos, outras pessoas 15 votos. A Assembleia Federal também o elegeu vice-presidente no mesmo dia. O Glarner Zeitung escreveu que "a Suíça ganhou muito, mas o cantão perdeu ainda mais" com esta eleição.

### Conselho
Quando assumiu o cargo em 1º de janeiro de 1876, Heer assumiu o Departamento de Correios e Telégrafos. Ele tratou de uma nova lei sobre tarifas postais e sua implementação. Em suas anotações no diário, ele criticava o sistema colegial e a burocracia. Ele se sente degradado a um trabalhador de escritório, e também há uma falta de liderança clara e uma política que se esforce por certos objetivos.
Em 1877, como presidente da Confederação Suíça, Heer era ao mesmo tempo chefe do Departamento Político e, portanto, ministro das Relações Exteriores, como era costume na época. O problema mais urgente deste ano foi o enorme aumento de custos na construção da ferrovia de São Gotardo. Em junho, Heer presidiu uma conferência internacional em Lucerna com representantes dos estados participantes. Este último decidiu uma chave de repartição para o subsídio suplementar, para o qual a Suíça teve que contribuir com oito milhões de francos. Com habilidade e persuasão, ele conseguiu convencer os 13 cantões representados na Associação de São Gotardo a fazer uma contribuição financeira de dois milhões de francos. A "Lei Federal sobre a Concessão de Subsídios para Ferrovias Alpinas" foi adotada pela Assembleia Federal e acabou sobrevivendo à votação do referendo por uma margem clara. Em 1878, Heer chefiou o Departamento de Ferrovias e Comércio. Nessa qualidade, celebrou um acordo comercial com a Romênia em 30 de março. Ele também implementou a Lei da Fábrica Suíça, que havia sido aprovada no ano anterior e era baseada no modelo Glarus.
Em fevereiro de 1877, Heer adoeceu com pleurisia severa, da qual nunca se recuperou. Sua condição se deteriorou tanto no verão de 1878 que os médicos o aconselharam a renunciar. Ele anunciou isso em 10 de dezembro do mesmo ano e entregou seu cargo a seu sucessor Simeon Bavier em 28 de dezembro. No final de fevereiro de 1879, Heer sofreu um derrame, ao qual sucumbiu alguns dias depois.